# IndyCar Series 2016
Die Verizon IndyCar Series 2016 war die 21. Saison der IndyCar Series und die 95. Meisterschaftssaison im US-amerikanischen Monoposto-Sport. Simon Pagenaud sicherte sich den Titel. Alexander Rossi gewann bei seiner ersten Teilnahme das Indy 500 und wurde Rookie of the Year.

## Teams und Fahrer
Alle Teams benutzten das Chassis DW12 und Reifen von Firestone.
| Team                                         | Nr. | Fahrer             | Aero-Kit  | Motor     | Veranstaltung       |
| -------------------------------------------- | --- | ------------------ | --------- | --------- | ------------------- |
| Chip Ganassi Racing Teams                    | 08  | Max Chilton        | Chevrolet | Chevrolet | 1–16                |
| Chip Ganassi Racing Teams                    | 09  | Scott Dixon        | Chevrolet | Chevrolet | 1–16                |
| Chip Ganassi Racing Teams                    | 10  | Tony Kanaan        | Chevrolet | Chevrolet | 1–16                |
| Chip Ganassi Racing Teams                    | 42  | Charlie Kimball    | Chevrolet | Chevrolet | 6                   |
| Chip Ganassi Racing Teams                    | 83  | Charlie Kimball    | Chevrolet | Chevrolet | 1–5, 7–16           |
| Team Penske                                  | 02  | Juan Pablo Montoya | Chevrolet | Chevrolet | 1–16                |
| Team Penske                                  | 03  | Hélio Castroneves  | Chevrolet | Chevrolet | 1–16                |
| Team Penske                                  | 12  | Will Power         | Chevrolet | Chevrolet | 1–16                |
| Team Penske                                  | 12  | Oriol Servià       | Chevrolet | Chevrolet | 1                   |
| Team Penske                                  | 22  | Simon Pagenaud     | Chevrolet | Chevrolet | 1–16                |
| Rahal Letterman Lanigan Racing               | 15  | Graham Rahal       | Honda     | Honda     | 1–4, 7–16           |
| Rahal Letterman Lanigan with Theodore Racing | 15  | Graham Rahal       | Honda     | Honda     | 5, 6                |
| Rahal Letterman Lanigan Racing               | 16  | Spencer Pigot      | Honda     | Honda     | 1, 5, 6             |
| Andretti Autosport                           | 26  | Carlos Muñoz       | Honda     | Honda     | 1–16                |
| Andretti Autosport                           | 27  | Marco Andretti     | Honda     | Honda     | 1–16                |
| Andretti Autosport                           | 28  | Ryan Hunter-Reay   | Honda     | Honda     | 1–16                |
| Andretti Autosport                           | 29  | Townsend Bell      | Honda     | Honda     | 6                   |
| Andretti Herta Autosport with Curb-Agajanian | 98  | Alexander Rossi    | Honda     | Honda     | 1–16                |
| Ed Carpenter Racing                          | 06  | J. R. Hildebrand   | Chevrolet | Chevrolet | 5, 6                |
| Ed Carpenter Racing                          | 20  | Ed Carpenter       | Chevrolet | Chevrolet | 2, 6, 10, 13, 14    |
| Ed Carpenter Racing                          | 20  | Spencer Pigot      | Chevrolet | Chevrolet | 7–9, 11, 12, 15, 16 |
| Ed Carpenter Racing                          | 21  | Josef Newgarden    | Chevrolet | Chevrolet | 1–16                |
| KVSH Racing                                  | 11  | Sébastien Bourdais | Chevrolet | Chevrolet | 1–16                |
| KV Racing Technology                         | 25  | Stefan Wilson      | Chevrolet | Chevrolet | 6                   |
| Schmidt Peterson Motorsports                 | 05  | James Hinchcliffe  | Honda     | Honda     | 1–16                |
| Schmidt Peterson Motorsports                 | 07  | Mikhail Aleshin    | Honda     | Honda     | 1–16                |
| Schmidt Peterson with Marotti Racing         | 77  | Oriol Servià       | Honda     | Honda     | 6                   |
| A. J. Foyt Enterprises                       | 14  | Takuma Satō        | Honda     | Honda     | 1–16                |
| A. J. Foyt Enterprises                       | 35  | Alex Tagliani      | Honda     | Honda     | 5, 6                |
| A. J. Foyt Enterprises                       | 41  | Jack Hawksworth    | Honda     | Honda     | 1–16                |
| Dale Coyne Racing                            | 18  | Conor Daly         | Honda     | Honda     | 1–12, 14–16         |
| Dale Coyne Racing                            | 19  | Luca Filippi       | Honda     | Honda     | 1–4, 11             |
| Dale Coyne Racing                            | 19  | Gabby Chaves       | Honda     | Honda     | 5–10, 14            |
| Dale Coyne Racing                            | 19  | R. C. Enerson      | Honda     | Honda     | 12, 15, 16          |
| Dale Coyne Racing                            | 19  | Pippa Mann         | Honda     | Honda     | 13                  |
| Dale Coyne Racing                            | 63  | Pippa Mann         | Honda     | Honda     | 6                   |
| Dale Coyne Racing                            | 88  | Conor Daly         | Honda     | Honda     | 13                  |
| DRR-Kingdom Racing                           | 24  | Sage Karam         | Chevrolet | Chevrolet | 6                   |
| Dale Coyne / Jonathan Byrd’s Racing          | 88  | Bryan Clauson      | Honda     | Honda     | 6                   |
| Lazier/Burns Racing                          | 04  | Buddy Lazier       | Chevrolet | Chevrolet | 6                   |
| PIRTEK Team Murray                           | 61  | Matt Brabham       | Chevrolet | Chevrolet | 5, 6                |

Anmerkungen
1. 1 2  Beim ersten Rennen bestritt Will Power mit dem Fahrzeug #12 die drei Trainings und qualifizierte das Fahrzeug. Wegen einer Erkrankung zog er sich anschließend zurück. Oriol Servià übernahm das Auto für das Abschlusstraining und das Rennen.

## Rennkalender
Der Rennkalender der IndyCar Series wurde am 27. Oktober 2015 veröffentlicht und umfasste 16 Rennen auf 15 Rennstrecken.
| Nr. | Datum         | Veranstaltung (Rennstrecke)                                   | Distanz (Meilen) | Erster                                 | Zweiter                               | Dritter                                | Pole-Position                         | Schnellste Runde                      | Meiste Führungsrunden                 |
| --- | ------------- | ------------------------------------------------------------- | ---------------- | -------------------------------------- | ------------------------------------- | -------------------------------------- | ------------------------------------- | ------------------------------------- | ------------------------------------- |
| 01. | 13. März      | Firestone Grand Prix of St. Petersburg (Saint Petersburg) (T) | 198              | Juan Pablo Montoya (Dallara-Chevrolet) | Simon Pagenaud (Dallara-Chevrolet)    | Ryan Hunter-Reay (Dallara-Honda)       | Will Power (Dallara-Chevrolet)        | Josef Newgarden (Dallara-Chevrolet)   | Simon Pagenaud (Dallara-Chevrolet)    |
| 02. | 02. April     | Desert Diamond West Valley Phoenix Grand Prix (Avondale) (O)  | 255,5            | Scott Dixon (Dallara-Chevrolet)        | Simon Pagenaud (Dallara-Chevrolet)    | Will Power (Dallara-Chevrolet)         | Hélio Castroneves (Dallara-Chevrolet) | Tony Kanaan (Dallara-Chevrolet)       | Scott Dixon (Dallara-Chevrolet)       |
| 03. | 17. April     | Toyota Grand Prix of Long Beach (Long Beach) (T)              | 157,44           | Simon Pagenaud (Dallara-Chevrolet)     | Scott Dixon (Dallara-Chevrolet)       | Hélio Castroneves (Dallara-Chevrolet)  | Hélio Castroneves (Dallara-Chevrolet) | Charlie Kimball (Dallara-Chevrolet)   | Hélio Castroneves (Dallara-Chevrolet) |
| 04. | 24. April     | Honda Indy Grand Prix of Alabama (Birmingham) (P)             | 207              | Simon Pagenaud (Dallara-Chevrolet)     | Graham Rahal (Dallara-Honda)          | Josef Newgarden (Dallara-Chevrolet)    | Simon Pagenaud (Dallara-Chevrolet)    | Scott Dixon (Dallara-Chevrolet)       | Simon Pagenaud (Dallara-Chevrolet)    |
| 05. | 14. Mai       | Angie's List Grand Prix of Indianapolis (Indianapolis) (P)    | 199,998          | Simon Pagenaud (Dallara-Chevrolet)     | Hélio Castroneves (Dallara-Chevrolet) | James Hinchcliffe (Dallara-Honda)      | Simon Pagenaud (Dallara-Chevrolet)    | Alexander Rossi (Dallara-Honda)       | Simon Pagenaud (Dallara-Chevrolet)    |
| 06. | 29. Mai       | Indianapolis 500 (Indianapolis) (O)                           | 500              | Alexander Rossi (Dallara-Honda)        | Carlos Muñoz (Dallara-Honda)          | Josef Newgarden (Dallara-Chevrolet)    | James Hinchcliffe (Dallara-Honda)     | Alexander Rossi (Dallara-Honda)       | Ryan Hunter-Reay (Dallara-Honda)      |
| 07. | 04. Juni      | Chevrolet Dual in Detroit (Detroit) (T)                       | 164,5            | Sébastien Bourdais (Dallara-Chevrolet) | Conor Daly (Dallara-Honda)            | Juan Pablo Montoya (Dallara-Chevrolet) | Simon Pagenaud (Dallara-Chevrolet)    | Scott Dixon (Dallara-Chevrolet)       | Simon Pagenaud (Dallara-Chevrolet)    |
| 08. | 05. Juni      | Chevrolet Dual in Detroit (Detroit) (T)                       | 164,5            | Will Power (Dallara-Chevrolet)         | Simon Pagenaud (Dallara-Chevrolet)    | Ryan Hunter-Reay (Dallara-Honda)       | Simon Pagenaud (Dallara-Chevrolet)    | Josef Newgarden (Dallara-Chevrolet)   | Simon Pagenaud (Dallara-Chevrolet)    |
| 09. | 26. Juni      | Kohler Grand Prix (Elkhart Lake) (P)                          | 200,7            | Will Power (Dallara-Chevrolet)         | Tony Kanaan (Dallara-Chevrolet)       | Graham Rahal (Dallara-Honda)           | Will Power (Dallara-Chevrolet)        | Max Chilton (Dallara-Chevrolet)       | Will Power (Dallara-Chevrolet)        |
| 10. | 10. Juli      | Iowa Corn 300 (Newton) (O)                                    | 268,2            | Josef Newgarden (Dallara-Chevrolet)    | Will Power (Dallara-Chevrolet)        | Scott Dixon (Dallara-Chevrolet)        | Simon Pagenaud (Dallara-Chevrolet)    | Josef Newgarden (Dallara-Chevrolet)   | Josef Newgarden (Dallara-Chevrolet)   |
| 11. | 17. Juli      | Honda Indy Toronto (Toronto) (T)                              | 151,81           | Will Power (Dallara-Chevrolet)         | Hélio Castroneves (Dallara-Chevrolet) | James Hinchcliffe (Dallara-Honda)      | Scott Dixon (Dallara-Chevrolet)       | Hélio Castroneves (Dallara-Chevrolet) | Scott Dixon (Dallara-Chevrolet)       |
| 12. | 31. Juli      | Honda Indy 200 at Mid-Ohio (Lexington) (P)                    | 203,22           | Simon Pagenaud (Dallara-Chevrolet)     | Will Power (Dallara-Chevrolet)        | Carlos Muñoz (Dallara-Honda)           | Simon Pagenaud (Dallara-Chevrolet)    | Will Power (Dallara-Chevrolet)        | Mikhail Aleshin (Dallara-Honda)       |
| 13. | 22. August    | ABC Supply 500 (Long Pond) (O)                                | 500              | Will Power (Dallara-Chevrolet)         | Mikhail Aleshin (Dallara-Honda)       | Ryan Hunter-Reay (Dallara-Honda)       | Mikhail Aleshin (Dallara-Honda)       | Will Power (Dallara-Chevrolet)        | Mikhail Aleshin (Dallara-Honda)       |
| 14. | 27. August    | Firestone 600 (Fort Worth) (O)                                | 360,84           | Graham Rahal (Dallara-Honda)           | James Hinchcliffe (Dallara-Honda)     | Tony Kanaan (Dallara-Chevrolet)        | Carlos Muñoz (Dallara-Honda)          | Scott Dixon (Dallara-Chevrolet)       | James Hinchcliffe (Dallara-Honda)     |
| 15. | 04. September | IndyCar Grand Prix at The Glen (Watkins Glen) (P)             | 202,2            | Scott Dixon (Dallara-Chevrolet)        | Josef Newgarden (Dallara-Chevrolet)   | Hélio Castroneves (Dallara-Chevrolet)  | Scott Dixon (Dallara-Chevrolet)       | Tony Kanaan (Dallara-Chevrolet)       | Scott Dixon (Dallara-Chevrolet)       |
| 16. | 18. September | GoPro Grand Prix of Sonoma (Sonoma) (P)                       | 202,725          | Simon Pagenaud (Dallara-Chevrolet)     | Graham Rahal (Dallara-Honda)          | Juan Pablo Montoya (Dallara-Chevrolet) | Simon Pagenaud (Dallara-Chevrolet)    | Tony Kanaan (Dallara-Chevrolet)       | Simon Pagenaud (Dallara-Chevrolet)    |

- Erklärung: O: Ovalkurs, T: temporäre Rennstrecke (Stadtkurs), P: permanente Rennstrecke.

Anmerkungen
1. ↑  Das Rennen wurde am 12. Juni gestartet und nach 71 Runden abgebrochen. Es wurde am 27. August fortgesetzt.

## Wertungen

### Punktesystem
Die Punkte wurden nach folgendem Schema vergeben:
| Position                        | 1   | 2  | 3  | 4  | 5  | 6  | 7  | 8  | 9  | 10 | 11 | 12 | 13 | 14 | 15 | 16 | 17 | 18 | 19 | 20 | 21 | 22 | 23 | 24 | 25 | 26 | 27 | 28 | 29 | 30 | 31 | 32 | 33 |
| ------------------------------- | --- | -- | -- | -- | -- | -- | -- | -- | -- | -- | -- | -- | -- | -- | -- | -- | -- | -- | -- | -- | -- | -- | -- | -- | -- | -- | -- | -- | -- | -- | -- | -- | -- |
| Standardrennen                  | 50  | 40 | 35 | 32 | 30 | 28 | 26 | 24 | 22 | 20 | 19 | 18 | 17 | 16 | 15 | 14 | 13 | 12 | 11 | 10 | 9  | 8  | 7  | 6  | 5  | 5  | 5  | 5  | 5  | 5  | 5  | 5  | 5  |
| Indianapolis 500 & Saisonfinale | 100 | 80 | 70 | 64 | 60 | 56 | 52 | 48 | 44 | 40 | 38 | 36 | 34 | 32 | 30 | 28 | 26 | 24 | 22 | 20 | 18 | 16 | 14 | 12 | 10 | 10 | 10 | 10 | 10 | 10 | 10 | 10 | 10 |
| Indianapolis 500 Qualifying     | 42  | 40 | 38 | 36 | 34 | 32 | 30 | 28 | 26 | 24 | 23 | 22 | 21 | 20 | 19 | 18 | 17 | 16 | 15 | 14 | 13 | 12 | 11 | 10 | 9  | 8  | 7  | 6  | 5  | 4  | 3  | 2  | 1  |

Außerdem gab es einen Zusatzpunkt für die Pole-Position und zwei zusätzliche Punkte für den Fahrer, der das Rennen die meisten Runden angeführt hatte. Alle Fahrer mit mindestens einer Führungsrunde erhielten zudem einen Punkt.

### Fahrerwertung
| 01   | S. Pagenaud    | 2*  | 2   | 1°  | 1*  | 1*  | 8    | 19   | 13* | 2*  | 13° | 4°  | 9°  | 1°  | 18° | 4   | 7   | 1*  | 659    |
| 02   | W. Power       | WD  | 3   | 7   | 4   | 19  | 6    | 10°  | 20° | 1°  | 1*  | 2   | 1°  | 2°  | 1°  | 8   | 20° | 20  | 532    |
| 03   | H. Castroneves | 4   | 11° | 3*  | 7   | 2°  | 9    | 11°  | 5   | 14° | 5   | 13  | 2   | 15  | 19  | 5°  | 3°  | 7°  | 504    |
| 04   | J. Newgarden   | 22  | 6   | 10  | 3   | 21  | 2    | 3°   | 14  | 4   | 8   | 1*  | 22  | 10  | 4°  | 22° | 2   | 6   | 502    |
| 05   | G. Rahal       | 16  | 5   | 15  | 2°  | 4°  | 26   | 14   | 4   | 11° | 3°  | 16  | 13  | 4   | 11  | 1°  | 21  | 2°  | 484    |
| 06   | S. Dixon       | 7   | 1*  | 2°  | 10  | 7   | 13   | 8    | 19  | 5   | 22  | 3°  | 8*  | 22  | 6°  | 19  | 1*  | 17  | 477    |
| 07   | T. Kanaan      | 9   | 4   | 6   | 8   | 25  | 18   | 4°   | 9   | 7   | 2   | 7   | 4°  | 12  | 9°  | 3°  | 19  | 13  | 461    |
| 08   | J. Montoya     | 1°  | 9°  | 4   | 5   | 8   | 17   | 33   | 3°  | 20  | 7   | 20  | 20  | 11° | 8   | 9   | 13° | 3   | 433    |
| 09   | C. Kimball     | 10  | 12  | 11° | 9   | 5°  | 16   | 5    | 8   | 16  | 6   | 10  | 11  | 8   | 15  | 6   | 6   | 9   | 433    |
| 10   | C. Muñoz       | 8   | 22  | 12  | 14  | 12  | 5    | 2°   | 6   | 15  | 10  | 12  | 17  | 3   | 7   | 7°  | 11° | 15  | 432    |
| 11   | A. Rossi       | 12  | 14  | 20  | 15  | 10  | 11   | 1°   | 10  | 12° | 15  | 6°  | 16  | 14  | 20° | 11  | 8   | 5   | 430    |
| 12   | R. Hunter‑Reay | 3°  | 10  | 18  | 11  | 9   | 3    | 24*  | 7   | 3   | 4   | 22  | 12  | 18  | 3°  | 13° | 14  | 4   | 428    |
| 13   | J. Hinchcliffe | 19  | 18  | 8   | 6   | 3   | 1    | 7°   | 18  | 21  | 14  | 9   | 3   | 5   | 10  | 2*  | 18° | 12  | 416    |
| 14   | S. Bourdais    | 21  | 8   | 9   | 16  | 24  | 19   | 9    | 1°  | 8°  | 18  | 8   | 7°  | 20  | 5°  | 10  | 5   | 10  | 404    |
| 15   | M. Aleshin     | 5   | 17  | 16  | 17  | 13  | 7    | 27   | 15  | 17  | 16  | 5   | 6   | 17* | 2*  | 16  | 22  | 11  | 347    |
| 16   | M. Andretti    | 15  | 13  | 19  | 12  | 15  | 14   | 13   | 16  | 9   | 12  | 14  | 10  | 13  | 12  | 12  | 12  | 8   | 339    |
| 17   | T. Satō        | 6   | 15  | 5   | 13  | 18  | 12   | 26   | 11  | 10  | 17  | 11  | 5   | 9   | 22  | 20  | 17  | 14  | 320    |
| 18   | C. Daly        | 13° | 16  | 13  | 20  | 6°  | 24   | 29   | 2°  | 6   | 21  | 21  | 15° | 6°  | 16  | 21  | 4   | 21  | 313    |
| 19   | M. Chilton     | 17  | 7   | 14  | 21  | 14  | 22   | 15   | 21  | 22  | 20  | 19° | 18  | 16  | 13  | 15  | 10  | 16  | 267    |
| 20   | J. Hawksworth  | 11  | 19  | 21  | 19  | 20  | 31   | 16   | 22  | 19  | 11  | 15  | 21  | 21  | 14  | 17  | 16  | 18  | 229    |
| 21   | S. Pigot       | 14  |     |     |     | 11  | 29   | 25   | 17  | 18  | 9   |     | 19  | 7   |     |     | 15  | 22  | 165    |
| 22   | G. Chaves      |     |     |     |     | 17  | 21   | 20   | 12  | 13  | 19  | 17  |     |     |     | 14  |     |     | 121    |
| 23   | J. Hildebrand  |     |     |     |     | 22  | 15   | 6°   |     |     |     |     |     |     |     |     |     |     | 84     |
| 24   | O. Servià      | 18  |     |     |     |     | 10   | 12   |     |     |     |     |     |     |     |     |     |     | 72     |
| 25   | E. Carpenter   |     | 21  |     |     |     | 20   | 31   |     |     |     | 18  |     |     | 21  | 18° |     |     | 67     |
| 26   | L. Filippi     | 20  | 20  | 17  | 18  |     |      |      |     |     |     |     | 14  |     |     |     |     |     | 61     |
| 27   | R. Enerson     |     |     |     |     |     |      |      |     |     |     |     |     | 19  |     |     | 9   | 19  | 55     |
| 28   | T. Bell        |     |     |     |     |     | 4    | 21°  |     |     |     |     |     |     |     |     |     |     | 55     |
| 29   | P. Mann        |     |     |     |     |     | 25   | 18   |     |     |     |     |     |     | 17  |     |     |     | 46     |
| 30   | M. Brabham     |     |     |     |     | 16  | 27   | 22   |     |     |     |     |     |     |     |     |     |     | 37     |
| 31   | A. Tagliani    |     |     |     |     | 23  | 33   | 17°  |     |     |     |     |     |     |     |     |     |     | 35     |
| 32   | S. Karam       |     |     |     |     |     | 23   | 32°  |     |     |     |     |     |     |     |     |     |     | 22     |
| 33   | B. Clauson     |     |     |     |     |     | 28   | 23°  |     |     |     |     |     |     |     |     |     |     | 21     |
| 34   | S. Wilson      |     |     |     |     |     | 30   | 28   |     |     |     |     |     |     |     |     |     |     | 14     |
| 35   | B. Lazier      |     |     |     |     |     | 32   | 30   |     |     |     |     |     |     |     |     |     |     | 12     |
| Pos. | Fahrer         | STP | PHO | LBH | ALA | IMS | INDY | INDY | DET | DET | ROA | IOW | TOR | MDO | POC | TXS | WGL | SNM | Punkte |

| Farbe      | Bedeutung                                          |
| ---------- | -------------------------------------------------- |
| Gold       | Sieger                                             |
| Silber     | 2. Platz                                           |
| Bronze     | 3. Platz                                           |
| Grün       | 4. und 5. Platz                                    |
| Hellblau   | 6. bis 10. Platz                                   |
| Dunkelblau | Rennen beendet (außerhalb der ersten zehn Piloten) |
| Violett    | Rennen nicht beendet                               |
| Rot        | nicht qualifiziert (DNQ)                           |
| Schwarz    | disqualifiziert (DSQ)                              |
| Weiß       | nicht am Start (DNS)                               |
| Weiß       | zurückgezogen (WD)                                 |
| Weiß       | Rennen abgesagt (C)                                |
| Blanko     | nicht teilgenommen                                 |
| Blanko     | nicht erschienen (DNA)                             |
| Blanko     | verletzt oder krank (INJ)                          |
| Blanko     | ausgeschlossen (EX)                                |

| Weitere Notation   |                                            |
| Fett               | Pole-Position (1 Punkt)                    |
| Kursiv             | Schnellste Rennrunde                       |
| *                  | Meiste Führungsrunden (2 Punkte + 1 Punkt) |
| °                  | Mindestens eine Führungsrunde (1 Punkt)    |
| Rookie of the Year |                                            |
| Rookie             |                                            |

| Farbe      | Bedeutung          |
| ---------- | ------------------ |
| Gold       | 1. Platz           |
| Silber     | 2. Platz           |
| Bronze     | 3. Platz           |
| Grün       | 4. und 5. Platz    |
| Hellblau   | 6. bis 9. Platz    |
| Dunkelblau | 10. bis 33. Platz  |
| Rot        | nicht qualifiziert |

| Farbe      | Bedeutung                                          |
| ---------- | -------------------------------------------------- |
| Gold       | Sieger                                             |
| Silber     | 2. Platz                                           |
| Bronze     | 3. Platz                                           |
| Grün       | 4. und 5. Platz                                    |
| Hellblau   | 6. bis 10. Platz                                   |
| Dunkelblau | Rennen beendet (außerhalb der ersten zehn Piloten) |
| Violett    | Rennen nicht beendet                               |
| Rot        | nicht qualifiziert (DNQ)                           |
| Schwarz    | disqualifiziert (DSQ)                              |
| Weiß       | nicht am Start (DNS)                               |
| Weiß       | zurückgezogen (WD)                                 |
| Weiß       | Rennen abgesagt (C)                                |
| Blanko     | nicht teilgenommen                                 |
| Blanko     | nicht erschienen (DNA)                             |
| Blanko     | verletzt oder krank (INJ)                          |
| Blanko     | ausgeschlossen (EX)                                |

| Weitere Notation   |                                            |
| Fett               | Pole-Position (1 Punkt)                    |
| Kursiv             | Schnellste Rennrunde                       |
| *                  | Meiste Führungsrunden (2 Punkte + 1 Punkt) |
| °                  | Mindestens eine Führungsrunde (1 Punkt)    |
| Rookie of the Year |                                            |
| Rookie             |                                            |

| Farbe      | Bedeutung          |
| ---------- | ------------------ |
| Gold       | 1. Platz           |
| Silber     | 2. Platz           |
| Bronze     | 3. Platz           |
| Grün       | 4. und 5. Platz    |
| Hellblau   | 6. bis 9. Platz    |
| Dunkelblau | 10. bis 33. Platz  |
| Rot        | nicht qualifiziert |

- Hunter-Reay erhielt beim zweiten Detroit-Rennen einen zusätzlichen Punkt für die zweitschnellste Runde im Qualifying.
- Hinchcliffe wurden 25 Punkte abgezogen.